# Real Chancillería de Granada
La Real Chancillería de Granada (también denominada Real Audiencia y Chancillería de Granada) fue un órgano judicial establecido por los Reyes Católicos en 1500 que no se hizo efectivo hasta ya pasada la muerte de la Reina el 8 de febrero de 1505, al trasladar a la ciudad de Granada la Real Audiencia y Chancillería de Ciudad Real, que había instaurado en aquella ciudad en 1494. Esta nueva Real Audiencia heredó las competencias de la anterior, que se extendían sobre el territorio situado al sur del río Tajo, en contrapartida con la Real Audiencia y Chancillería de Valladolid, que las tenía sobre el territorio al norte del citado río.
Desapareció en 1834 con motivo de la implantación definitiva del liberalismo en España. Sus funciones fueron heredadas por la Audiencia Territorial de Granada y sus fondos documentales se conservan en el Archivo de la Real Chancillería de Granada.
El edificio que albergó esta audiencia, conocido como palacio de la Chancillería, está situado en Plaza Nueva y fue construido entre 1531 y 1587. Fue declarado Bien de Interés Cultural y actualmente es utilizado como sede del Tribunal Superior de Justicia de Andalucía, así como las secciones penales de la Audiencia Provincial de Granada.

## Historia
El rey Enrique II de Castilla fundó el tribunal de la Real Audiencia en las Cortes de Toro de 1371, siendo la primera de ellas la Real Audiencia y Chancillería de Valladolid, que inicialmente tuvo competencias sobre toda la Corona de Castilla. Con la ampliación de territorios tras el matrimonio de los Reyes Católicos y la posterior conquista de Granada, la reina Isabel I dividió en dos la jurisdicción del tribunal. Para ello creó la Real Audiencia y Chancillería de Ciudad Real en 1494, otorgándole competencias judiciales en los territorios comprendidos al sur del río Tajo, mientras que a la de Valladolid le correspondió el norte del mismo río.
En 1500 se planteó el traslado de la Real Chancillería de Ciudad Real a Granada, hecho que se hizo efectivo cinco años más tarde, siendo reina Juana I. Esta nueva audiencia heredó las competencias jurídicas de la anterior, y dispuso de menos que la de Valladolid, pues careció de la Sala de Vizcaya. Tras una serie de reformas judiciales y una posterior reorganización de las audiencias reales, perdió parte de su jurisdicción al ser creada en 1525 la Real Audiencia de los Grados en Sevilla y un año más tarde la Real Audiencia de Canarias, con sede en Gran Canaria.
En 1531 el rey Carlos I mandó construir el Palacio de la Chancillería, siendo el primer edificio de este tipo que se construyó en España para albergar un tribunal de justicia.[cita requerida] El proyecto fue ejecutado por el arquitecto Francisco del Castillo el Mozo, siendo obra de los canteros Martín Díaz de Navarrete y Pedro Marín, mientras que la obra escultórica fue realizada por Alonso Hernández. El patio ha sido atribuido a la traza de Diego de Siloé. Fue finalizado en 1587, reinando Felipe II, y está considerado como la obra manierista más emblemática de la ciudad nazarí.
Durante el siglo XVIII fue perdiendo poder y competencias al crearse la figura del intendente, hasta que en la Constitución Española de 1812 se inicia un proceso en el que se evalúa la existencia de estos tribunales reales, considerados arcaicos. Tras la muerte de Fernando VII y la posterior implantación del liberalismo se determinaron una serie de decretos, conocidos como Decretos de Nueva Planta, entre los que se encuentra el del 26 de enero de 1834 por el que fueron suprimidas las reales audiencias y creadas a su vez las audiencias territoriales. Sus competencias pasaron a la recién creada Audiencia Territorial de Granada, con jurisdicción sobre las provincias de Granada, Almería, Jaén y Málaga.

## Composición y funciones
La Real Audiencia y Chancillería de Granada estaba compuesta por el presidente, 16 oidores, 4 alcaldes de Corte, 3 alcaldes de hidalgos, 2 fiscales y un numeroso grupo de oficiales distribuidos en 6 salas de justicia, 4 de lo civil, 1 de lo criminal y la Sala de Hijosdalgo.